# Agostino Capodistria
Il conte Agostino Antonio Maria Capodistria, o Capo d'Istria (in greco Αυγουστίνος Αντώνιος Μαρία Καποδίστριας?; Corfù, 1778 – San Pietroburgo, 1857), è stato un militare e politico greco.

## Biografia
Nacque a Corfù, nelle Isole Ionie, durante il governo veneto dell'isola; era figlio dell'ambasciatore Antonio Maria Capodistria e fratello del primo governatore dello Stato ellenico Giovanni Capodistria.
Dopo l'assassinio del fratello Giovanni il 9 ottobre 1831, Agostino ereditò la carica di governatore. Il suo governo durò sei mesi e fu caratterizzato dall'instabilità politica che portò il paese a una situazione di anarchia.